# Larva Rabo-de-Rato

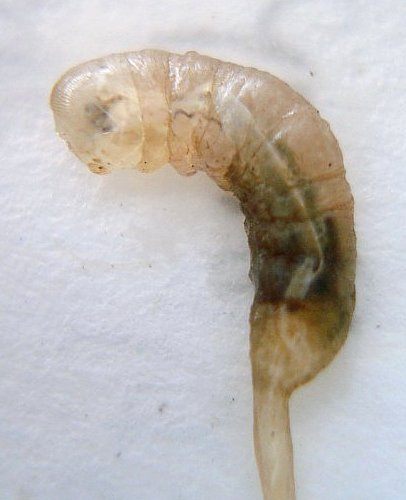
Larva de Eristalis tenax

Larvas Rabo-de-Rato são larvas de certas espécies de moscas flutuantes pertencentes às tribos Eristalini e Sericomyiini . Uma característica das larvas Rabo-de-Rato é um sifão respiratório telescópico em forma de tubo localizado em sua extremidade posterior . Isso funciona como um snorkel, permitindo que a larva respire ar enquanto está submersa. O sifão geralmente é tão longo quanto o corpo do verme ( 20 milimetros quando adulto), mas pode ser estendido até 150 milimetros . Este órgão dá à larva seu nome comum.
A larva mais comumente encontrada é a larva da mosca  Eristalis tenax . Vive em águas paradas, privadas de oxigênio e com alto teor de materia orgânica . É bastante tolerante à poluição e pode viver em lagoas e fossas de esgoto .

## Uso comercial
Essas larvas são cultivadas e vendidas como isca para peixes . Eles são especialmente populares na pesca no gelo .

## Infecção
Foram documentados casos de miíase intestinal humana causada pela larva. Os sintomas podem variar de nenhum ( assintomático ) a dor abdominal, náuseas e vômitos ou prurido anal . A infecção pode ser causada pela ingestão de alimentos ou água contaminados, mas foram expressas dúvidas de que larvas de mosca ingeridas acidentalmente pudessem sobreviver no trato gastrointestinal . Zumpt propôs uma alternativa chamada “miíase retal”. As moscas, atraídas pelas fezes, podem depositar seus ovos ou larvas perto ou no ânus, e as larvas então penetram ainda mais no reto. Eles podem sobreviver alimentando-se de fezes neste local, desde que o tubo respiratório alcance o ânus.

## Galeria
- Eristalis tenax larva
- E. tenax larva
- Especie não identificada na Australia
- Especie não identificada nas Filipinas